# Валгемяэ, Имби Карловна
Имби Карловна Валгемяэ (эст. Imbi Valgemäe; 28 сентября 1923 — 27 августа 1960) — эстонская советская актриса, мастер художественного слова. Заслуженная артистка Эстонской ССР (1957).

## Биография
Родилась на хуторе Таммику (сейчас Выруский уезд) в Эстонии в семье сельскохозяйственных рабочих. В шесть лет лишилась матери. В 1938 окончила школу. Девушка мечтала стать актрисой, но из-за отсутствия денег не смогла продолжить учёбу и была вынуждена идти работать. Тяжёлый труд и плохое питание подорвали её здоровье.
После Великой Отечественной войны она приехала в Таллин, где с 1947 года стала работать мастером художественного слова в Национальной филармонии. Имея слабое зрение, выступала со стихами и рассказами для детей, записывалась на радио. В 1951—1952 годах училась в студии Драматического театра. Приобрела национальную известность благодаря своему таланту имитировать детский и подростковый голос. Последнее выступление актрисы состоялось 25 февраля 1957 года в Каркси-Нуйа. В том же году ей было присвоено звание заслуженной артистки Эстонской ССР.
Умерла в Таллине 27 августа 1960 года. Похоронена на Лесном кладбище города.

## Дискография
- 1971 — Eesti väljapaistvaid sõnakunstnikke III («Выдающиеся мастера художественного слова Эстонии»)
Д—031221-2 (LP)
- 1971 — Luuletusi ja jutustusi lastele («Читает Имби Валгемяэ. Стихи и рассказы для детей»)[3]
Д—031247-8 (LP)